# Valea Alceului
Valea Alceului este o zonă protejată (arie de protecție specială avifaunistică - SPA) situată în vestul Transilvaniei, pe teritoriul  județului Bihor.

## Localizare
Aria naturală se află în extremitatea vestică a județului Bihor, pe teritoriile administrative ale comunelor Girișu de Criș, Nojorid, Sânnicolau Român și Toboliu, în apropierea drumului național DN79, care leagă municipiul Oradea de Arad.

## Descriere
Valea Alceului a fost declarată Arie de Protecție Specială Avifaunistică prin Hotărârea  de Guvern nr. 1284 din 24 octombrie 2007 (privind declararea ariilor de protecție specială avifaunistică ca parte integrantă a rețelei ecologice europene Natura 2000 în România) și se întinde pe o suprafață de 3.600,9 hectare.
Aria protejată încadrată în bioregiunea geografică panonică a râului Alceu (afluent de stânga al Crișului Repede) reprezintă o zonă naturală în Câmpia Crișurilor (mlaștini, turbării, terenuri arabile, pășuni, culturi, vegetație arboricolă de salcâmi) ce asigură condiții de hrană, cuibărit și viețuire pentru mai multe specii de păsări migratoare, de pasaj sau sedentare (unele protejate prin lege).

## Avifaună
La baza desemnării sitului se află mai multe specii avifaunistice enumerate în anexa I-a a Directivei Consiliului European 147/CE din 30 noiembrie 2009 (privind conservarea păsărilor sălbatice).

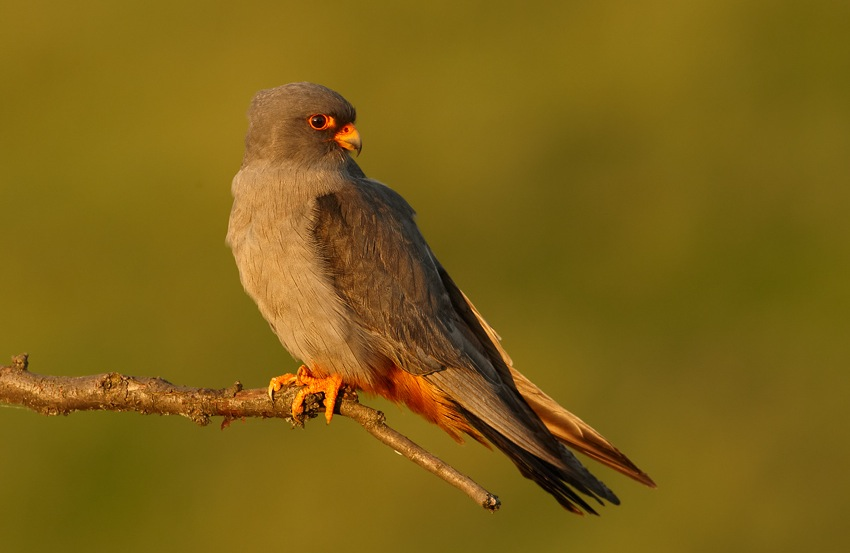
Vânturel de seară (Falco vespertinus)

Specii de păsări semnalate în arealul sitului: pescăruș albastru (Alcedo atthis), fâsă-de-câmp (Anthus campestris), ciuf-de-pădure (Asio otus), rață roșie (Aythya nyroca), buhai de baltă (Botaurus stellaris), chirighiță-cu-obraz-alb (Chlidonias hybridus), șerpar (Circaetus gallicus), erete vânăt (Circus cyaneus), erete cenușiu (Circus pygargus), porumbel gulerat (Columba palumbus), cioară de semănătură (Corvus frugilegus), egretă mică (Egretta garzetta), egretă albă (Egretta alba), șoim de iarnă (Falco columbarius), vânturel de seară (Falco vespertinus), șoim de tundră (Falco rusticolus), vânturel roșu (Falco tinnunculus), cocor (Grus grus), stârc pitic (Ixobrychus minutus), sfrâncioc roșiatic (Lanius collurio), sfrânciocul cu frunte neagră (Lanius minor), stârc de noapte (Nycticorax nycticorax), bătăuș (Philomachus pugnax), lopătar (Platalea leucorodia), țigănuș (Plegadis falcinellus) sau fluierar de mlaștină (Tringa glareola).

## Căi de acces
- Drumul județean DJ 797 pe ruta: Oradea - Sântandrei -  Girișu de Criș - Toboliu.

## Monumente și atracții turistice
În vecinătatea sitului se află câteva obiective de interes istoric, cultural și turistic; astfel:

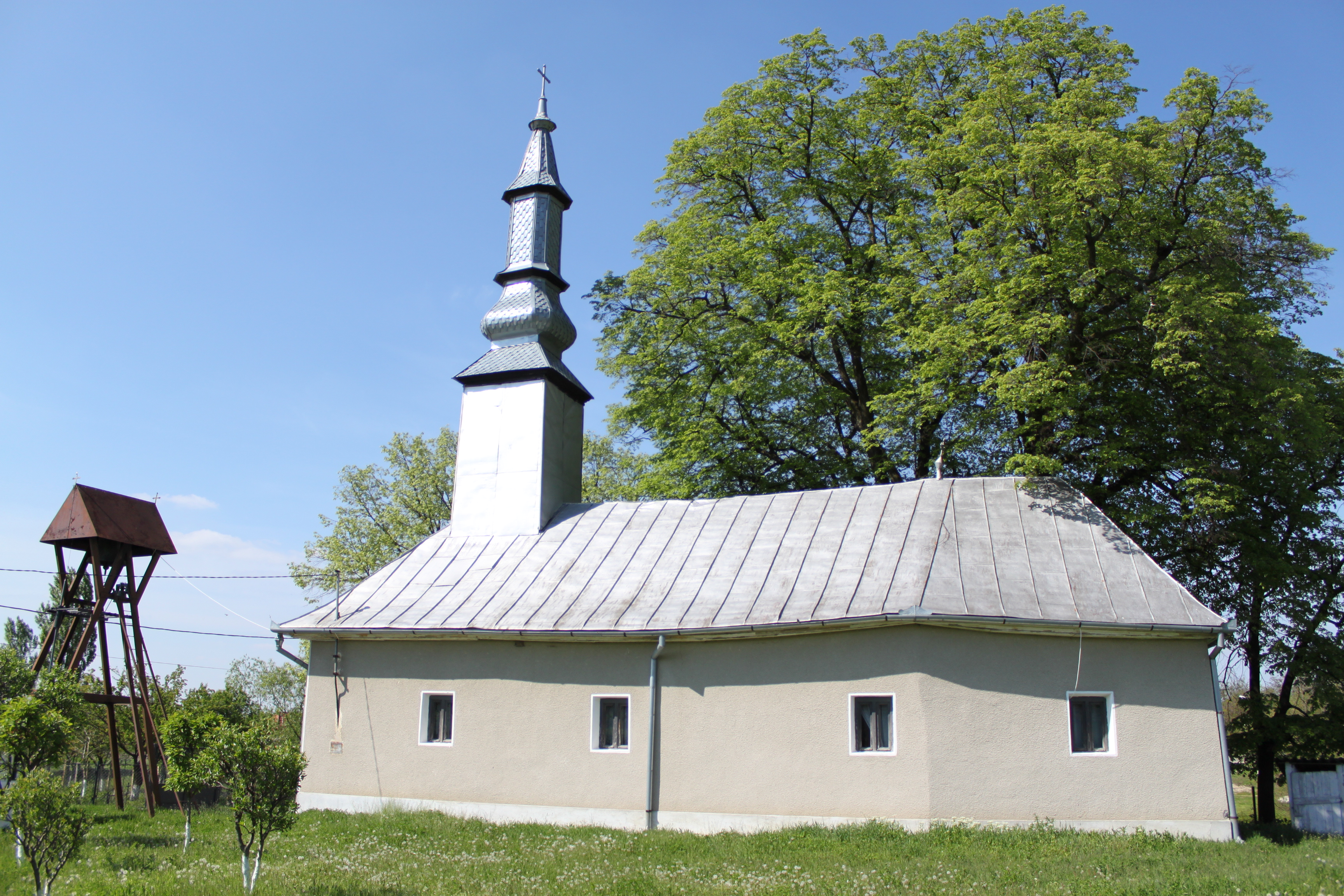
Biserica de lemn "Sfântul Dumitru" din satul Păuşa

- Biserica de lemn "Sf. Dumitru" din Păușa, construcție 1710, monument istoric.
- Situl arheologic "La Râturi" de la Girișu de Criș (Hallstatt, Cultura Coțofeni, Perioada de tranziție la epoca bronzului).
- Situl arheologic "Între poduri" de la Girișu de Criș (sec. III - IV p. Chr., sec. I a. Chr. - sec. I p. Chr., Hallstatt).
- Situl arheologic "Pietroasa" de la Girișu de Criș (sec. I a. Chr. - I p. Chr., Latène, sec. VI - VIII, sec. IX - X).
- Situl arheologic "Între Rechestișuri" de la Livada de Bihor (sec. IV p. Chr., sec. II - III p. Chr.. Neolitic).
- Lunca Inferioară a Crișului Repede, arie protejată (sit de importanță comunitară)
- Parcul Natural Cefa